# Fuoco sacro (album)
| Recensione | Giudizio |
| ---------- | -------- |
| Ondarock   | 7/10     |

Fuoco sacro è il settimo album in studio del gruppo musicale italiano hip hop Cor Veleno.

## Tracce
1. Ai ferri corti (feat. Ele A) – 3:05
2. La novità (feat. Mostro) – 4:05
3. Comfort Zone (feat. Marlon Peroza) – 2:59
4. Popcorn (feat. Willie Peyote) – 4:10
5. Pallottole sull'amore – 3:55
6. Finale chimico – 3:38
7. Roma sulla pelle – 3:34
8. Quante notti (feat. Franco126) – 3:13
9. Motivi di fuoco (feat. Klaus Noir) – 4:34
10. Tuta acetata (feat. Ugo Crepa) – 3:26
11. In piedi (feat. Inoki) – 4:10
12. Outsider – 3:52
13. Fuoco sacro (feat. Colle der Fomento) – 4:47